# 1993 au Belize
Chronologie du Belize
- 1989
- 1990
- 1991
- 1992
- 1993
- 1994
- 1995
- 1996
- 1997

Cet article présente les faits marquants de l'année 1993 au Belize.

## Gouvernement
- Monarque : Élisabeth II
- Gouverneur général : Elmira Minita Gordon puis Colville Young
- Premier ministre : George Cadle Price puis Manuel Esquivel
- Ministre des Affaires étrangères : Said Musa puis Dean Barrow
- Ministre de l’Éducation et de la Culture : Said Musa
- Chef de l'opposition : Manuel Esquivel puis George Cadle Price
- Président du Sénat : Jane Ellen Usher
- Président de la Chambre des représentants : Robert Clifton Swift puis Bernard Q. Pitts
- Juge en Chef : George Brown

## Statistiques
- x

## Évènements

### Non daté
- À l'occasion des élections législatives de cette année, la circonscription Belize Rural Central est créée par scission de la circonscription Belize Rural South dans le district de Belize[1]. La Chambre des représentants passe de 28 à 29 membres[2].
- Le Récif Glover est classé Réserve marine[3].
- Début de la construction du barrage Mollejon sur la rivière Macal[4],[5].

### Janvier
- x

### Février
- 14 février : création de la station de radio Love-FM (en). Basée à Belize City, elle est la première station de radio privée à couvrir l'ensemble du territoire du Belize.

### Mars
- 18 mars : Élections municipales béliziennes de 1993-1994.
- 25 mars : établissement des relations diplomatiques entre le Belize et la Roumanie[6].

### Avril
- le Belize et le Guatemala signent un pacte de non-agression[7].

### Mai
- 13 mai : le Royaume-Uni annonce le retrait de leur garnison en raison de l'amélioration des relations entre le Guatemala et le Belize[5].
- 21 mai : établissement des relations diplomatiques entre le Belize et les Îles Marshall[8].

### Juin
- Saison cyclonique 1993 dans l'océan Atlantique nord
- 6 juin : Ramiro de León Carpio est élu nouveau Président du Guatemala, remplaçant Gustavo Adolfo Espina Salguero. Il annonce que son pays continuera de reconnaître l'indépendance du Belize[5],[9].
- 30 juin : Élections législatives béliziennes de 1993. Le Parti démocratique uni (P.D.U.) de Manuel Esquivel remporte seize des vingt-neuf sièges de la Chambre des représentants lors des élections, contre treize pour le Parti uni du peuple (P.U.P.) de George Cadle Price au pouvoir depuis 1981[5]. Après son élection, Manuel Esquivel suspend l'accord conclu par Price avec le Guatemala, affirmant que celui-ci a fait trop de concessions en échange de la reconnaissance de l'indépendance du Belize[10].

### Juillet
- x

### Août
- x

### Septembre
- 21 septembre : Fête nationale.

### Octobre
- x

### Novembre
- x

### Décembre
- x

## Sport
- x

## Décès
- x